# Слюги
Слюги (слюгги, слугги, арабская борзая, фр. sloughi) — очень редкая и древняя порода борзых собак, охотящихся «по-зрячему». Обладает невероятной резвостью, в странах Северной Африки её используют для охоты на зайца, газель, фенека, кабана. Может использоваться в собачьих бегах.

## Происхождение и история породы
Слюги — древняя порода, на основе наскальных рисунков в Тунисе, где изображены борзые собаки с висячими ушами, их появление относят к периоду от 7000 до 5000 лет до н. э. Египетские памятники, изображающие возможных предков слюги, насчитывают более 3000 лет, а в 1908 году в Египте были обнаружены мумии слюги. Предки слюги, вероятно, происходили с территорий Ближнего Востока. Коренным населением Алжира, Туниса, Ливии и Марокко вплоть до седьмого века нашей эры были берберы, прежде чем приход арабских племён вытеснил их с этих территорий. Поэтому истинными создателями породы считают берберов. Но история этих собак тесно связана и с кочевыми бедуинами Северной Африки, оказавшими большое влияние на формирование характерных черт породы.
Первым европейцем, описавшим слюги, был французский генерал и писатель Мельхиор Дома (1803—1871), посетивший Алжир в 1835 году. Дома рассказывал, что слюги содержались в бедуинских шатрах, их согревали одеялами, украшали драгоценностями, кормили только лучшим мясом. При необходимости женщины докармливали щенков своим грудным молоком. Собаки воспринимались как члены семьи, их оплакивали после смерти. Бедуины разводили только чистокровных слюги, и залогом этому были мусульманские традиции: собака в исламе — «нечистое» животное и не может жить рядом с человеком, привилегия жить с людьми была дана только борзым. Если слюги спаривалась с обычной собакой, она тоже становилась нечистой и изгонялась. Чистокровных щенков оставляли не более двух-трех из помёта, выбирая самых сильных.
Уши собак обычно подреза́ли, чтобы во время охоты на шакала или кабана зверь не мог схватить собаку за уязвимое место. В некоторых тунисских общинах до сих полагают также, что подрезание ушей улучшает слух и защищает собак от укусов мух. Ноги собак клеймили, тела и ноги разрисовывали хной. Украшение хной и клеймение также практикуются и в наше время: хну полагают полезной для костей собаки, опускание лап в хну считается защитой от «дурного глаза». Горизонтальные линии, наносимые клеймением на внутреннюю часть передних ног, по поверью, увеличивает силу собаки.
Первые слюги попали во Францию из Алжира во второй половине XIX века. В начале XX века собаки из Туниса и Алжира были ввезены в Германию и Голландию. В 1925 году Французская ассоциация борзых опубликовала первый официальный стандарт породы.
Вторая мировая война практически уничтожила собаководство в Европе. Интерес к породе возродился в 1960-х годах и слюги вновь были завезены из Северной Африки. Но к этому времени на исконных территориях порода почти исчезла. Охота с борзыми на французских африканских территориях, как и в Европе, была запрещена, собак можно было использовать только для охраны стад, и население перестало заботиться о чистоте крови слюги. Численность слюги снизилась до критической: в 1970-х поголовье чистокровных собак оценивалось в 210 голов. Алжир и Марокко ограничили вывоз слюги за рубеж, и современное поголовье формировалось в Африке, Европе и США относительно независимо, на основе имевшихся производителей.
Международная кинологическая федерация признала слюги в 1934 году, и страной, патронирующей породу в МКФ, признана Марокко, в которой численность чистопородных слюги оказалась наиболее высокой. Современная редакция стандарта породы утверждена в 1998 году. В США порода признана в 1997 году, в Великобритании — в 2002.

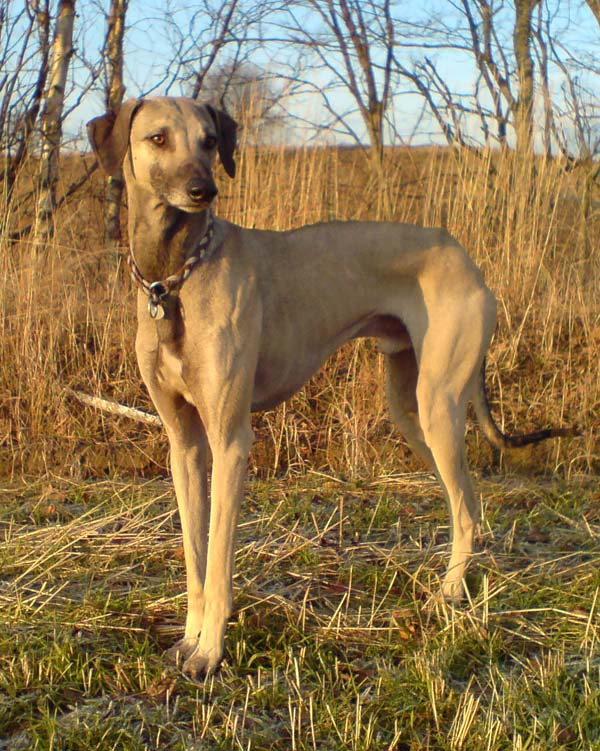
Кобель слюги

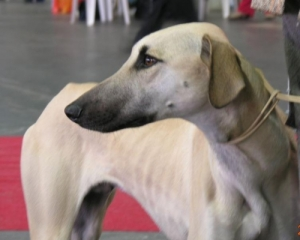
Голова слюги

## Внешний вид
Облик слюги сходен с другими арабскими борзыми — салюки и азаваком. Благодаря этому сходству и сходному наименованию иногда слюги путают с короткошёрстной разновидностью салюки, однако исследования митохондриальной ДНК показали, что это разные породы.
Слюги — высоконогие собаки (индекс растянутости составляет 0,96) с крепким костяком, мускулистые, но достаточно лёгкие, изящные и величественные. Голова удлинённая, клинообразная, слегка заострённая морда с мощными челюстями по длине равна черепу. Уши треугольные, висячие, с округленными кончиками. Глаза большие, овальные, тёмные, немного грустные. Шея стройная, изящно изогнутая, без подвеса. Грудь неширокая, с выступающей передней частью, живот сильно подтянут, спина ровная. Тонкий длинный хвост является продолжением спины, закручен на конце в кольцо и никогда не поднимается выше спины в движении. Именно такой хвост служит отличным балансиром и обеспечивает фантастическую маневренность слюги на высоких скоростях. Движения слюги напоминают движения гепарда — другого хищника, приспособленного к стремительному преследованию дичи в пустыне.
Кожа слюги очень тонкая, плотно прилегающая к корпусу так, что проявляется рельеф скелета и мускулатуры. Шерсть короткая, гладкая и тонкая. Такие покровы обладают минимальным весом и аэродинамическим сопротивлением на высоких скоростях, и при этом способствуют лучшему отводу тепла. На нижней части груди и животе шерсть практически отсутствует.
Окрас всех оттенков рыжего — от светло-песочного до красноватого. Допускается чёрная раскраска в виде маски, тигровости, обширного чепрака, вуали. Белые пятна не допускаются, за исключением маленького белого пятнышка на груди.

## Темперамент
Слюги традиционно жили в непосредственной близости от семьи хозяина и использовались не только как охотничьи, но и как сторожевые собаки. Сторожевые качества закрепились как породный признак, и слюги крайне недоверчивы к посторонним, хотя с членами семьи нежны и преданны. Собаки предпочитают роскошь и комфорт, но, как и другие жители пустыни, выносливы и привычны к лишениям, хотя из-за тонкой шкуры плохо переносят холод. Независимый, несколько отстранённый характер слюги характерен для борзых. Эти собаки не будут послушно исполнять трюки и команды по приказу хозяина, если это не касается охоты. Слюги могут казаться непокорными, но они скорее очень избирательны, и на охоте будут чутко прислушиваться к подсказкам хозяина. Слюги нуждаются в достаточном пространстве и движении, с удовольствием играют с сородичами, не любят общества других домашних животных.

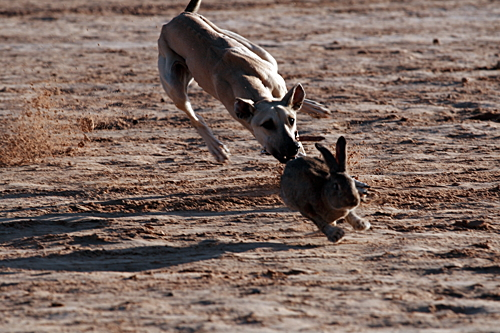
Охота на зайца

## Использование
Собак этой породы используют для охоты на мелкую и крупную дичь — зайца, фенека, газель, кабана. Слюги могут охранять стада и жилища. Прямая спина не позволяет слюги во время бега выносить задние ноги далеко вперед, как это делает грейхаунд, но слюги способны на невообразимо резкие и крутые повороты и продолжительный бег. Слюги — перспективные спортсмены, соревнуются в курсинге и собачьих бегах. Могут содержаться и как компаньоны.